# Franz Ernst Schütte

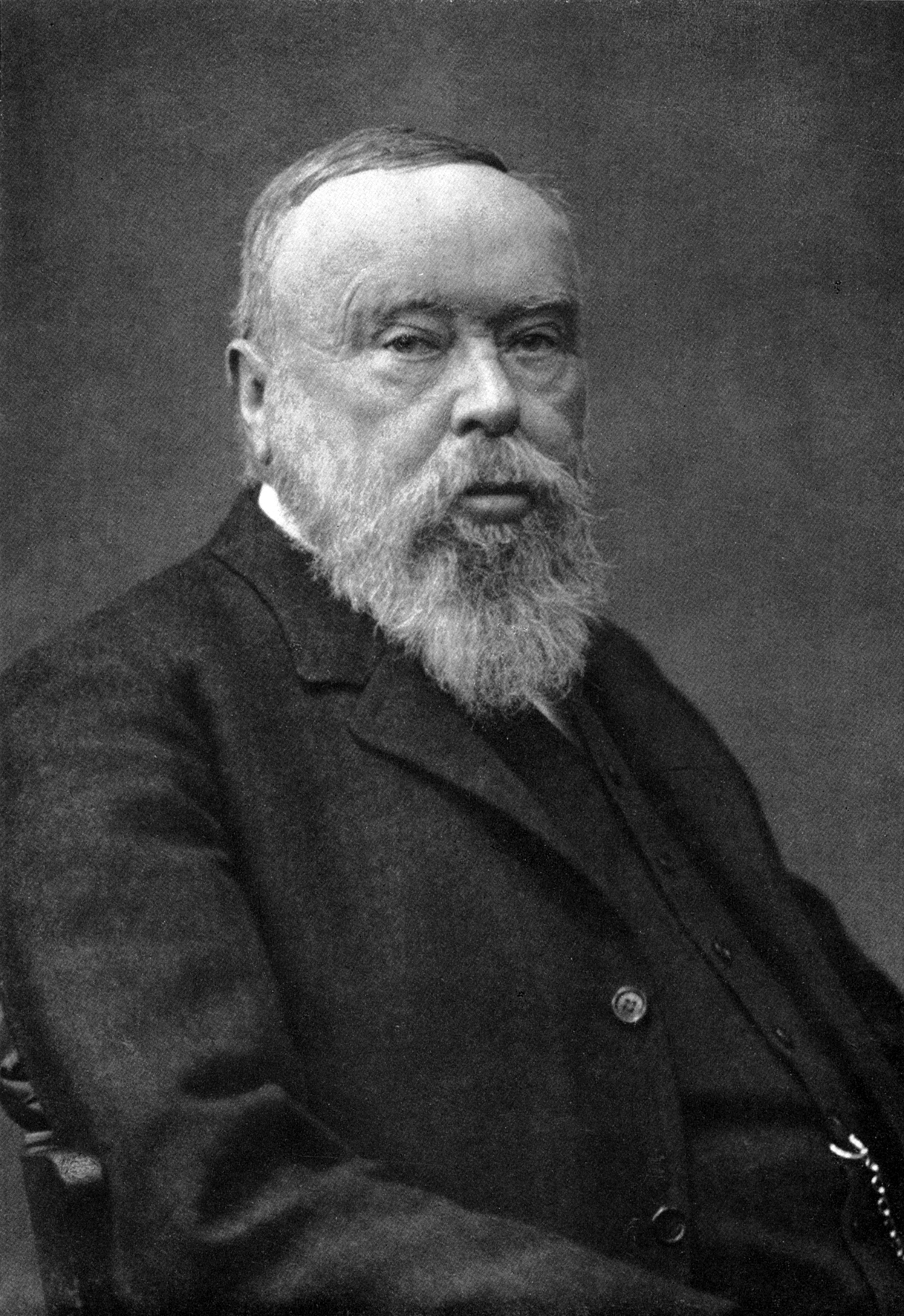
Franz Ernst Schütte (um 1900)

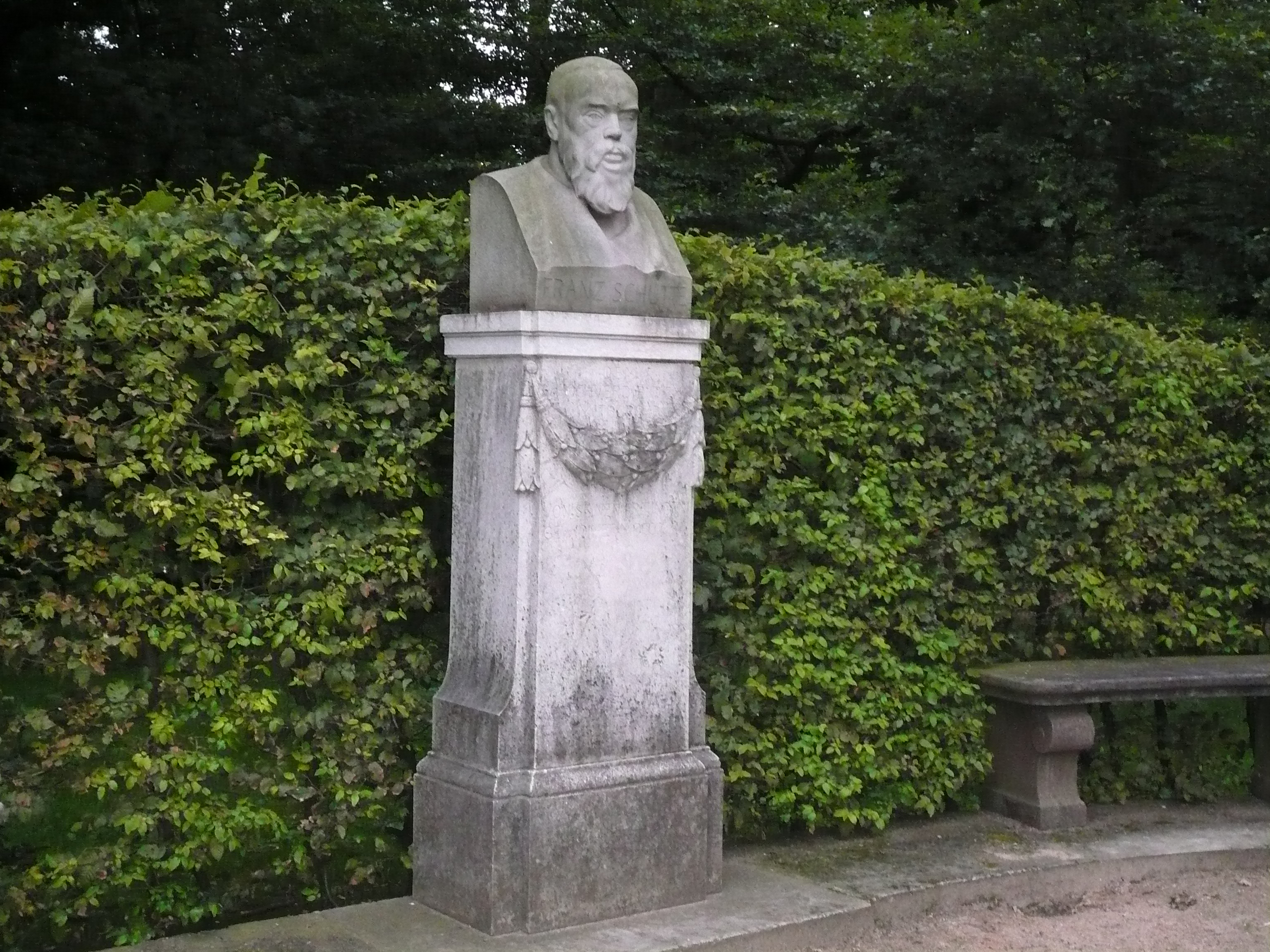
Schüttebüste im Bremer Bürgerpark

Franz Ernst Schütte (* 21. November 1836 in Bremen; † 11. Februar 1911 in Bremen) war ein deutscher Kaufmann und Ölimporteur und ein bedeutender Mäzen der Stadt Bremen.

## Biografie

### Familie
Schütte war der Sohn vom Kaufmann und Ratsherr Albrecht Nicolaus Schütte (1799–1862) und Louise Regine Schütte, geborene Walte (1812–1869). Er hatte fünf Geschwister, darunter der bekannte Petroleum-Kaufmann Carl Schütte (1839–1917). In erster Ehe war Schütte mit Anna Wilhelmine Meyer (1842–1864) verheiratet, die nach der Geburt einer Tochter im Kindbett verstarb. 1877 ehelichte er die Kaufmannstochter Meta Capelle. Aus dieser Ehe gingen sechs Kinder hervor.

### Ausbildung und Unternehmer
Schütte lernte den kaufmännischen Beruf bei der Tabakfirma Lüttge und Horst. Bei einem anschließenden Aufenthalt in den Vereinigten Staaten bildete er sich weiter. Er übernahm nach seiner Rückkehr 1862 mit seinem jüngeren Bruder Carl das väterliche Handelshaus Albt. Nic. Schütte & Sohn zu Bremen. Das Unternehmen betätigte sich hauptsächlich mit dem Tabakhandel sowie mit verschiedenen US-Importen.

### Aufstieg zum „Petroleumkönig“
1859 wurde durch das Haus erstmals Erdöl aus Pennsylvanien vermarktet. Ab 1863/64 war die Firma im neuen Ölimportgeschäft verstärkt tätig und stieg zum bedeutendsten Ölhandelshaus in Deutschland auf. Dabei arbeitete das Haus Schütte eng mit dem bedeutenden Spediteur Wilhelm Anton Riedemann zusammen. Ab Mitte der 1880er Jahre setzte sich der Schiffstransport mittels Fässern durch und 1886 fuhr für die Firma der erste Tankdampfer über den Atlantik.
1890 gründeten die Brüder Schütte, Wilhelm Anton Riedemann und die Standard Oil Company vom Rockefeller-Konzern die Deutsch-Amerikanische Petroleum Gesellschaft (DAPG) in Bremen, die spätere Esso AG (heute Esso Deutschland GmbH). Die DAPG arbeitete eng mit der Società Italo-Americana pel Petrolio (SIAP), der späteren Esso Italiana, zusammen und gründete mit dieser 1894 die Petroleum Import Compagnie (PICO), die spätere Esso (Schweiz) AG.

### Vulkangründung
1893 kaufte Schütte die Werft in Vegesack, die ab 1805 Johann Lange aufgebaut hatte. Hieraus entstand 1893 das Unternehmen Bremer Vulkan Schiffbau und Maschinenfabrik in Vegesack mit den Großaktionären Victor Nawatzki als erstem Generaldirektor, den Bremer Kaufleuten Schütte und Loose, den Bremer Reedern Bischoff und Wätjen, dem Schiffsmakler Bunnemann, dem Direktor der Bremer Wollkämmerei Zschörner sowie dem Papenburger Werftbesitzer Meyer und dem Bremer Werftbesitzer Ulrichs. Schütte war der erste Aufsichtsratsvorsitzende der aufstrebenden Werft. Der Bremer Vulkan bestand bis 1997.
Schütte gründete zudem die Bremen-Vegesacker-Heringsfischereigesellschaft, 1896 mit Friedrich Bischoff die Dampfschiffahrtsgesellschaft Argo AG und – wieder mit Bischoff – 1902 die Fruchthandelsgesellschaft, bei der auch erster Aufsichtsratsvorsitzender war.

### Weitere Aktivitäten
Schütte war ab 1869 Mitglied der Handelskammer Bremen und von 1876 bis 1878 Präses der Kammer. Er widmete sich dabei den Verkehrsangelegenheiten und der Förderung des Ausbaus des Mittellandkanals.

Er war seit 1881 Bauherr des Bremer St.-Petri-Doms und Förderer verschiedener Baumaßnahmen.

Er war von 1876 Mitglied des Vorstandes und von 1877 bis 1911 Vorsitzender des Bürgerparkvereins.

Schütte war zwölf Jahre lang Mitglied der Bremischen Bürgerschaft.

1874 wurde er bremischer Vertreter des Handelsstandes und 1895 Mitglied der Kommission des kaiserlichen Reichsjustizamtes.

### Der Mäzen
Auf seine finanzielle Unterstützung sind unter anderem der Bau der Domtürme, die Innenausmalung des Domes, die Anlage des Botanischen Gartens, des Bürgerparks und Stadtwaldes sowie das Kaiser-Friedrich-Denkmal zurückzuführen.

Den Bau des Neuen Rathauses regte er 1891 an und er ließ dazu einen nicht realisierten Entwurf vom Dombauarchitekten Max Salzmann erarbeiten. 1899 kaufte er vom Senat für 2,5 Mio. Mark ein Grundstück, verbunden aber mit der Auflage, dass die Stadt von diesen Einnahmen das neue Verwaltungsgebäude als Anbau des alten Rathauses bauen müsse, was von 1909 bis 1913 erfolgte.

Er beauftragte das Bismarck-Denkmal, den Rosselenker in den Bremer Wallanlagen und den Turmbläserbrunnen beim Dom. Seine großen Spenden dienten auch anderen Kunst- und Bildungsaufgaben. 1902 schuf er die bremische Schillerstiftung.

Die 1916 aus dem Nachlass des damaligen Bremer „Petroleumkönig“ ins Leben gerufene Franz-Schütte-Stiftung kümmert sich heute um Familien in Not und fördert die Ausbildung und Weiterbildung begabter junger Menschen.
Schütte wurde auf dem Riensberger Friedhof in Bremen beigesetzt. Das gesamte Familiengrab ist ein etwa 6 mal 6 Meter großes Areal, an dessen Ende ein Grabstein mit einer Frau (weiblicher Engel), die auf einer Bouzouki spielt, steht. Auf diesem Stein steht sein Name in der Form Franz Ernst Schvette (Grablage V 117/237, Koordinaten: 53° 5′ 35,9″ N, 8° 51′ 36,8″ O).

## Ehrungen

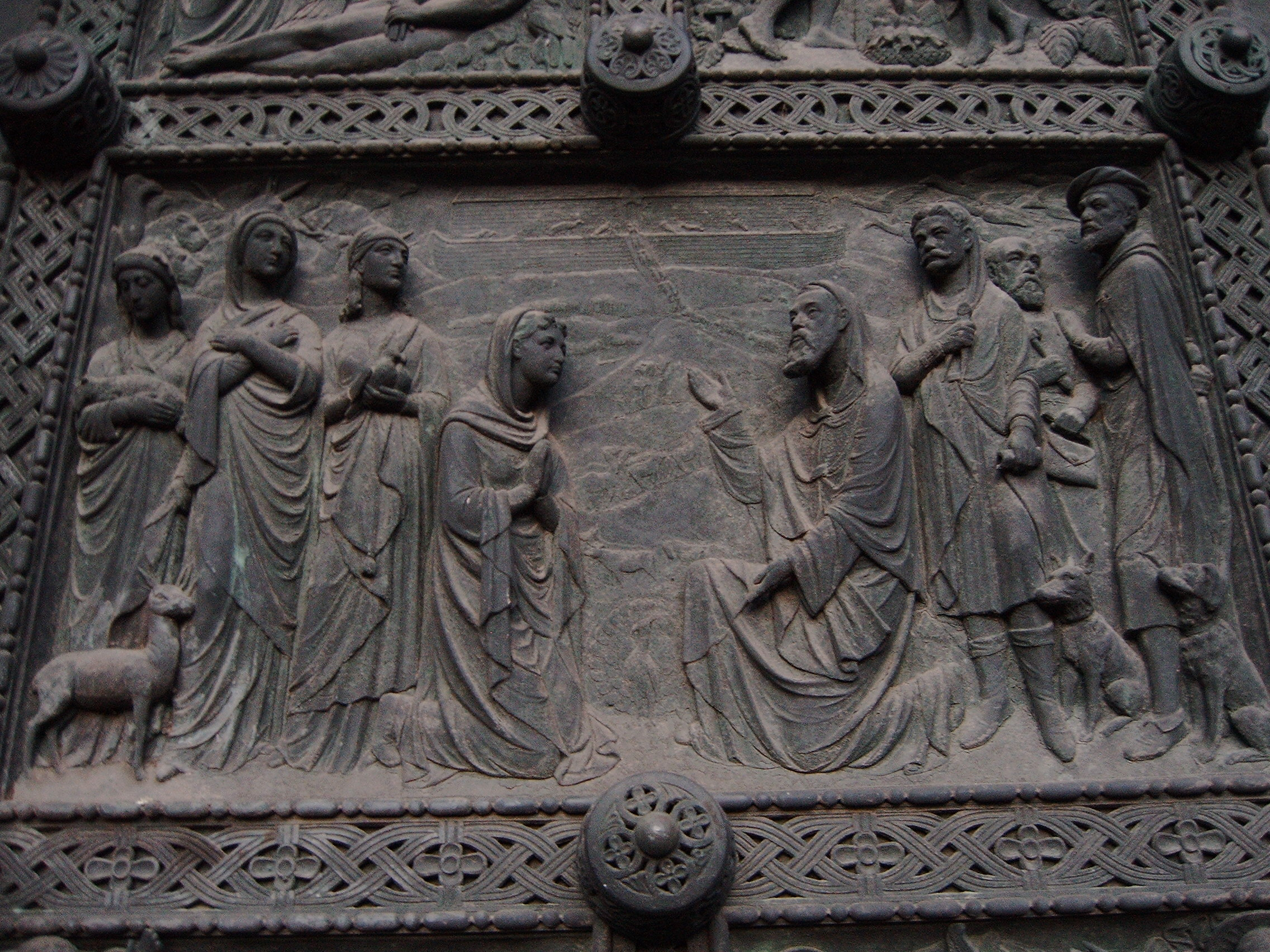
Arche Noah von Peter Fuchs. Zweiter von rechts: Schütte, links daneben Max Salzmann

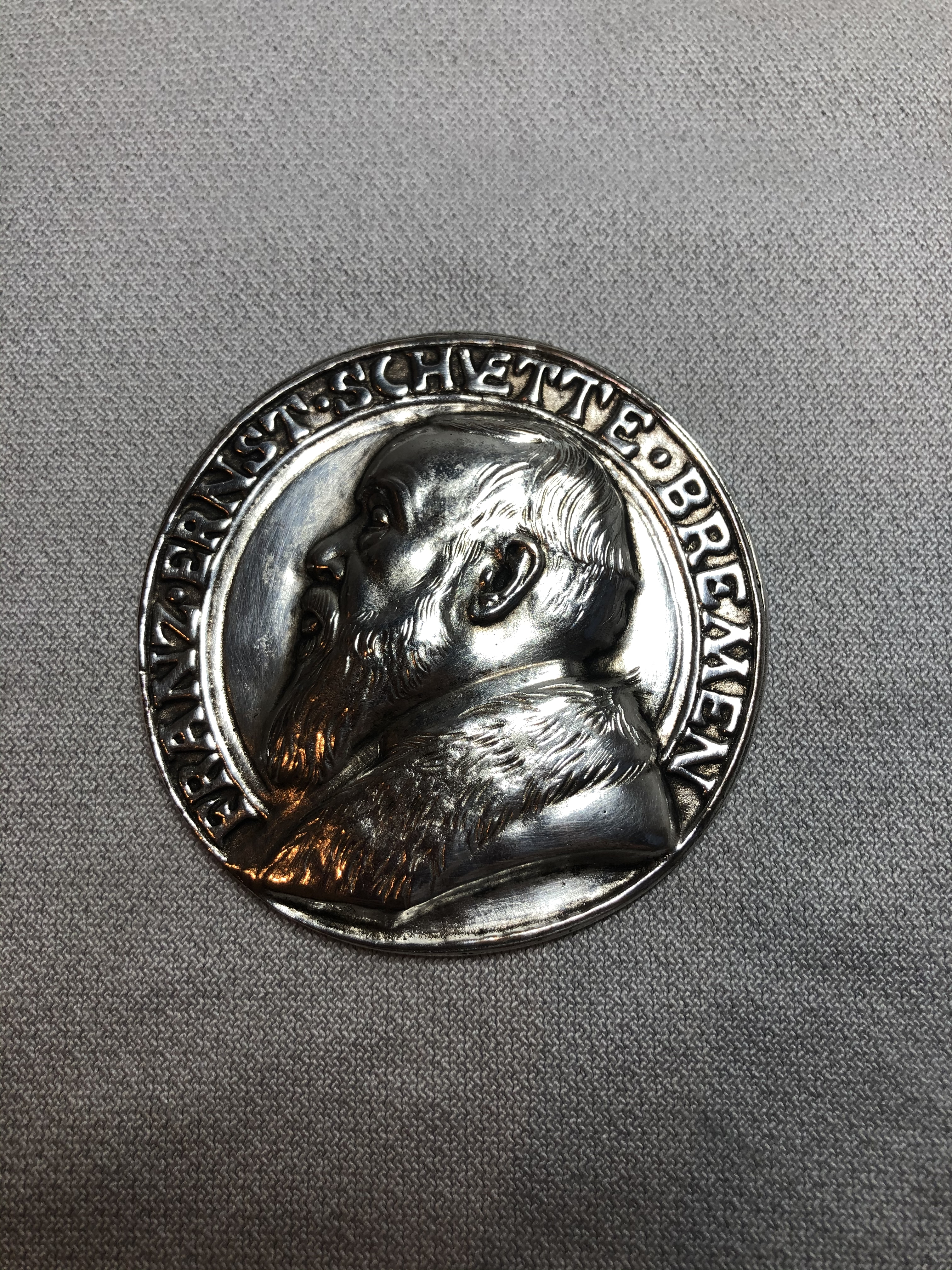
Bremische Ehrenmedaille von Schütte

- 1901: Bremische Ehrenmedaille in Gold
- Am Bremer Dom ist er gleich zweimal zusammen mit dem Dombauherr Max Salzmann verewigt worden, obwohl beide es ausdrücklich nicht wollten:[3]
  - In der Tür des Nordturmes das Relief Arche Noah von Peter Fuchs;  Schütte: zweite Person von rechts mit Geldbörse und Hammer, neben ihm steht der Künstler selbst und links Max Salzmann mit Zirkel
  - Sandsteinbüste von Schütte an der Südseite des Nordturmes in Höhe der obersten Fenster; an der Nordseite des Südturmes Büste von Max Salzmann; Gipsmodelle von 1894.[4]
- Relieftondo zu seinen Lebzeiten im Börsensaal der Bremer Börse; vermutlich von Adolf von Hildebrand
- Relief mit Profilkopf Schüttes von Adolf von Hildebrand mit seinem Monogramm signiert, Bronzeguss, 49 cm Durchmesser, St.-Petri-Domgemeinde
- 1913: Büste im Bürgerpark, gestiftet von Bremer Kaufleuten; Original von Adolf von Hildebrand in der Kunsthalle Bremen
- Franz-Schütte-Allee in Oberneuland
- Die Straße Schüttes Kamp in Vegesack, Ortsteil Fähr-Lobbendorf